# Heini-Klopfer-Skiflugschanze
Die Heini-Klopfer-Skiflugschanze ist eine Skiflugschanze außerhalb des Allgäuer Ortes Oberstdorf (Bayern) im Stillachtal (Birgsautal). Die Schanze liegt in unmittelbarer Nähe zum Freibergsee. Sie ist zurzeit die drittgrößte Skiflugschanze der Welt mit einer Hillsize von 235 m und einem Schanzenrekord von 242,5 m. Vergleichbar groß sind der Kulm (HS 235) in Österreich, der Vikersundbakken (HS 240) in Norwegen und die Letalnica (HS 240) in Slowenien.
Der Sprungturm wird aufgrund seiner frei auskragenden Spannbeton-Konstruktion von den Oberstdorfern auch als „schiefer Turm von Oberstdorf“ bezeichnet. Im Turm befinden sich Wärme- und Wachsräume, WC-Anlagen und ein Kioskbetrieb sowie ein Schrägaufzug für bis zu elf Personen mit Sprungskiern. Eine Plattform am Turm bietet Platz für einhundert Personen.
Bis heute gilt die architektonisch einmalige Schanze, die ausschließlich in Höhe des Absprungtisches mit Felsankern im Berg gehalten wird, als statische Meisterleistung. Architekt war der Oberstdorfer Claus-Peter Horle.

## Geschichte
Die erste Skiflugschanze entstand an dieser Stelle im Winter 1949/50 als Holzkonstruktion nach einem Entwurf des Architekten und Skispringers Heini Klopfer. Klopfer selbst führte am 2. Februar 1950 auch den ersten Flug auf der Schanze durch. Dabei erreichte er 90 Meter.
Zur Skiflug-WM 1973 musste die alte Holzschanze aus Sicherheitsgründen gesprengt werden. Der heutige Anlaufturm entstand als Spannleichtbeton-Anlage und das Schanzenprofil hatte einen K-Punkt von 165 m. In Erinnerung an Heini Klopfer, der bereits 1968 im Alter von 50 Jahren starb und als der Schanzenexperte des Internationalen Skiverbandes (FIS) Pläne für etwa 250 Schanzen weltweit entwarf, erhielt die Anlage im Stillachtal den Namen „Heini-Klopfer-Skiflugschanze“.
Aufgrund der Entwicklungen des Skifliegens wurde das Bauwerk im Laufe der Jahre mehrmals modernisiert. Vor dem Winter 1980 wurde durch Ausgraben am Aufsprunghügel der K-Punkt auf 182 m verlegt. 1986 wurde das Funktionsgebäude neu errichtet. Die Gesamtkosten für die Anlage beliefen sich auf 10.600.000 DM. Größere Umbauten gab es erneut vor der Skiflug-WM 1998, der K-Punkt lag nun bei 185 m. Zur Skiflug-WM 2008 wurde eine 1,1 Mio. € teure Flutlichtanlage installiert, außerdem der Anlauf den Sicherheitsbestimmungen angepasst und der Aufwärmraum für die Springer erweitert.
In den Jahren 2016 und 2017 erfolgte für etwa 11,7 Millionen € eine Generalsanierung und weitere Modernisierung für die Skiflug-WM 2018, die Pläne wurden vom Architekturbüro Renn Architekten in Zusammenarbeit mit dem Ingenieurbüro Konstruktionsgruppe Bauen erstellt. Unter anderem wurde der Schanzentisch um 7 Meter nach hinten und 5 Meter nach oben verschoben, sodass der K-Punkt auf 200 Meter verlegt und damit die Hillsize von 213 auf 225 Meter angehoben wurde. Die umgebaute Schanze wurde vor der Qualifikation zum Weltcup, am 2. Februar 2017 feierlich durch einen Sprung von Karl Geiger vom SC Oberstdorf eröffnet. Er landete bei 184 Metern.
Nach dem Weltcupspringen 2017, bei denen viele Springer die neue Hillsize von 225 Metern überflogen und die Jury dazu zwangen, den Anlauf zu verkürzen, entschied die FIS im darauffolgenden Sommer, die Hillsize auf 235 Meter zu erhöhen, wo der Hang eine Neigung von 28 Grad hat.

## Bilder

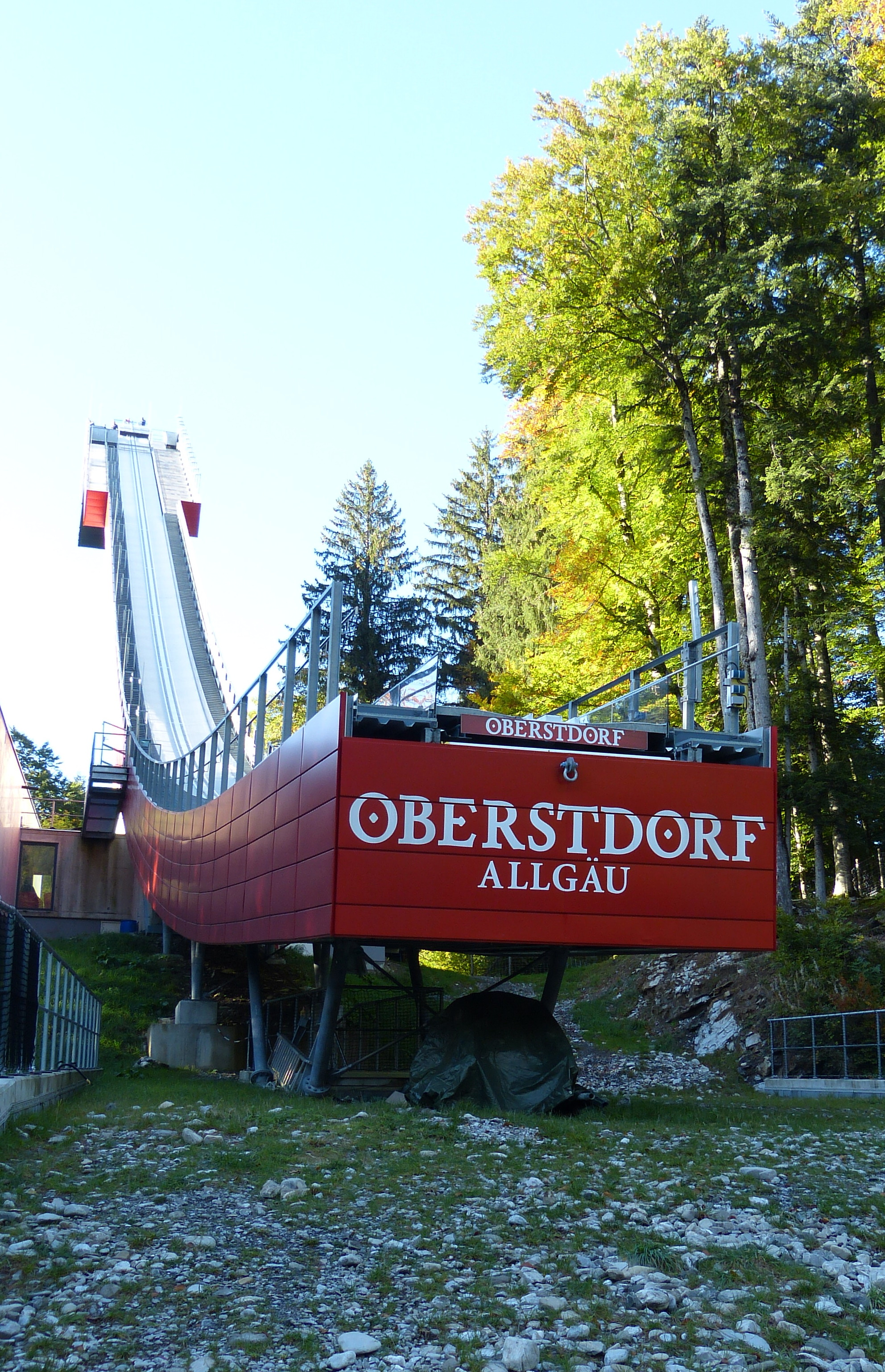
Blick auf den Schanzentisch
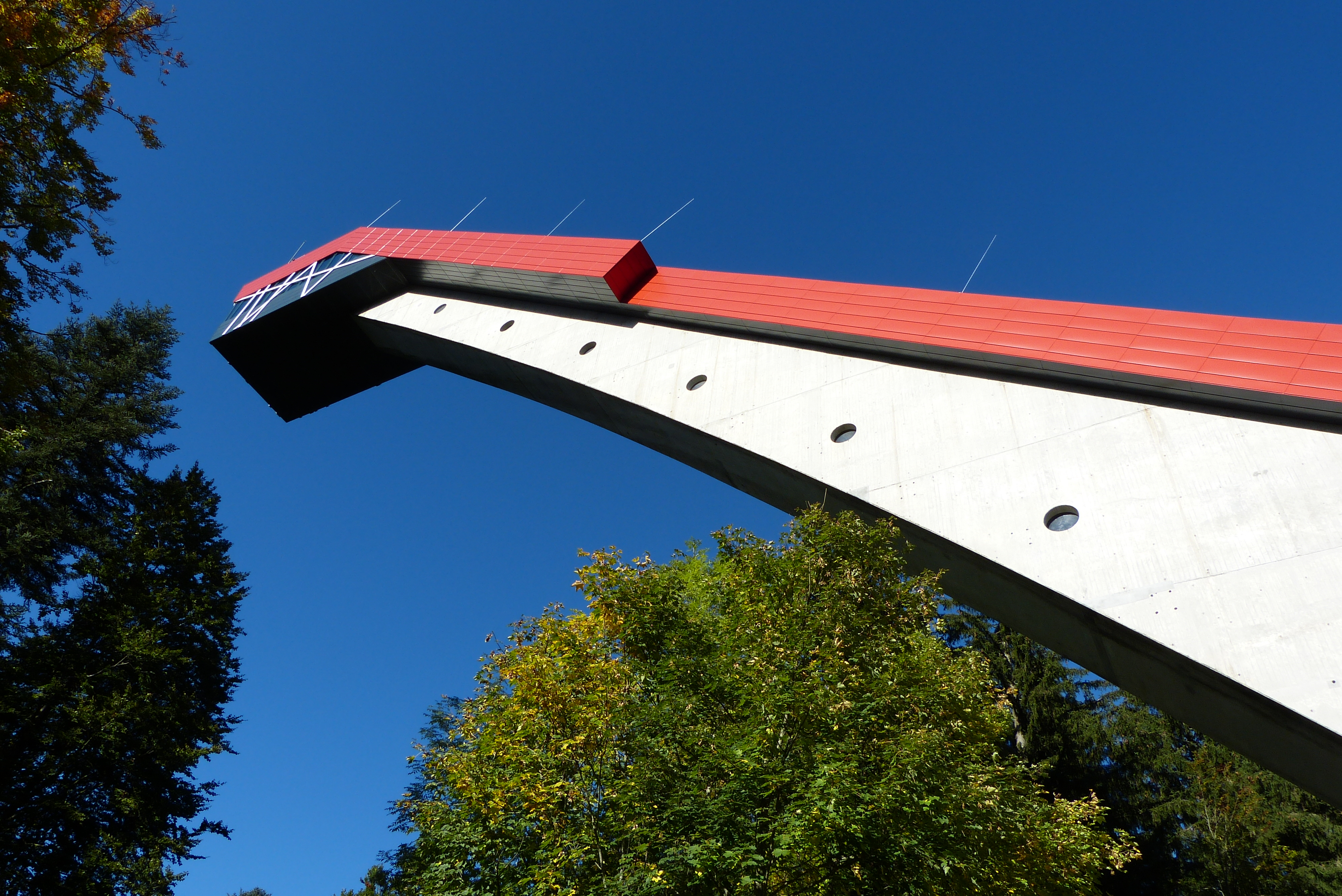
Frei stehender Schanzenkopf
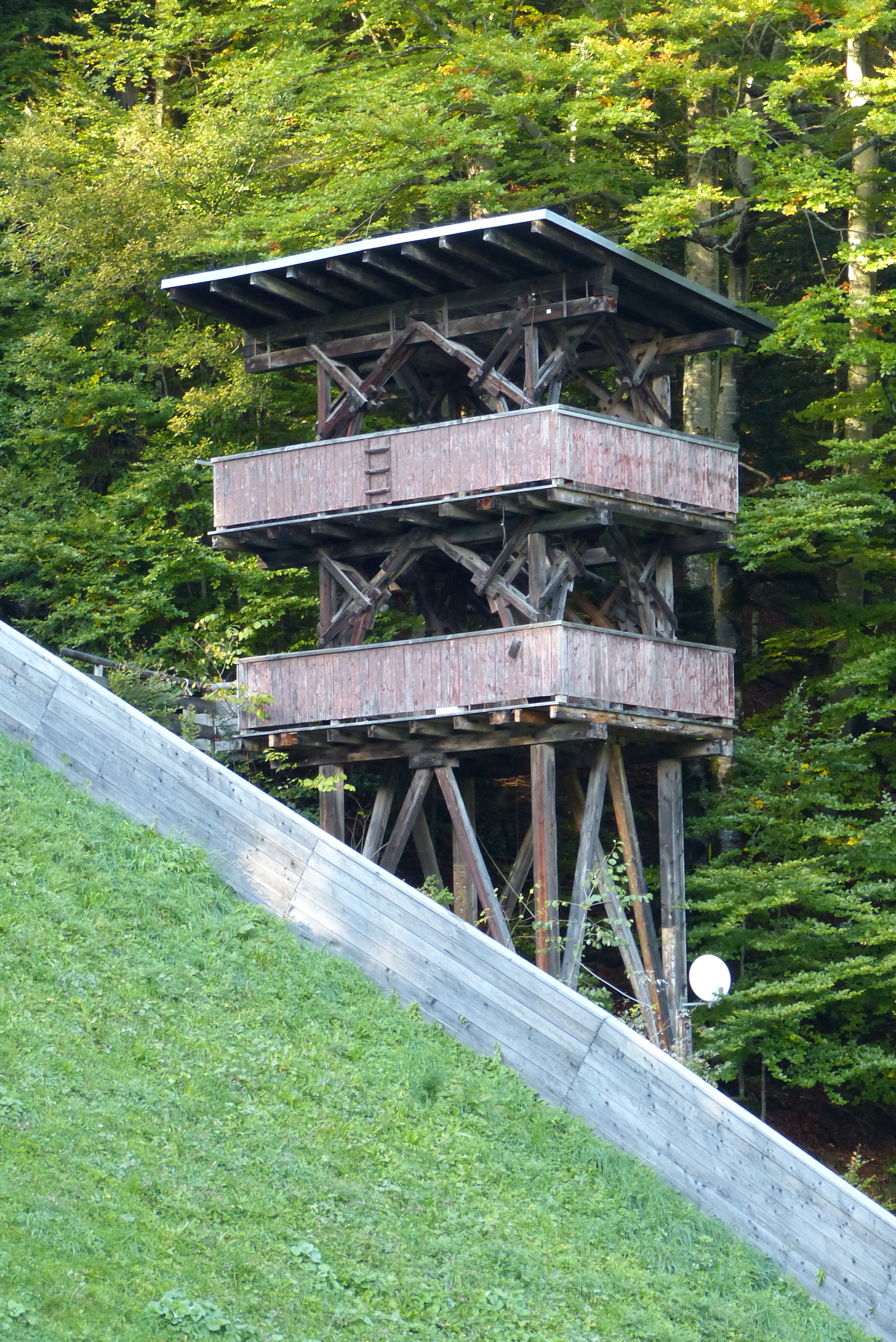
Alter Kampfrichterturm
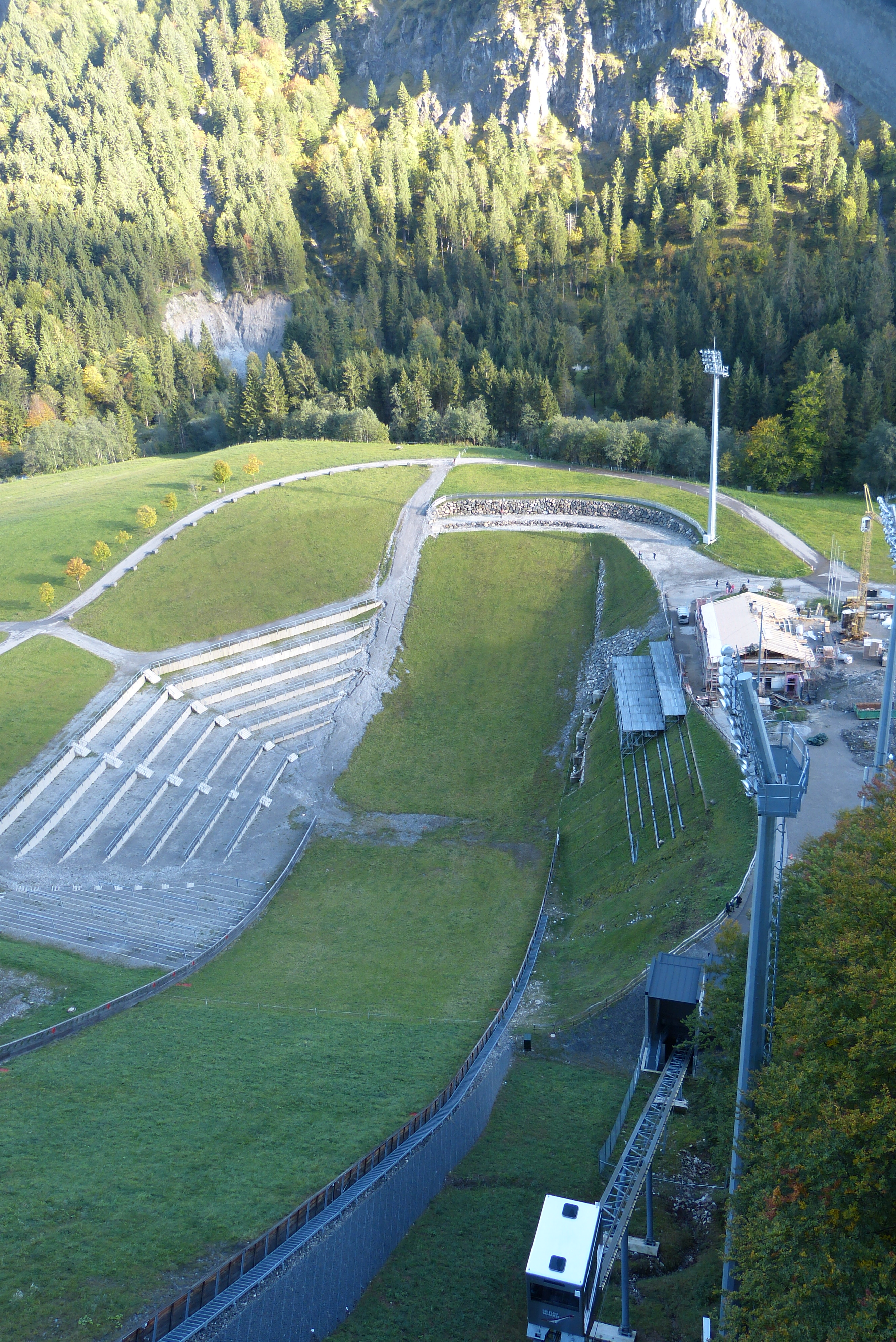
Blick in die Auslaufzone

## Entwicklung des Schanzenrekords
| Jahr       | Name               | Weite   |
| ---------- | ------------------ | ------- |
| 28.02.1950 | Willi Gantschnigg  | 124 m   |
| 02.03.1950 | Sepp Weiler        | 127 m   |
| 03.03.1950 | Dan Netzell        | 135 m   |
| 02.03.1951 | Tauno Luiro        | 139 m   |
| 24.02.1961 | Jože Šlibar        | 141 m   |
| 15.02.1964 | Dalibor Motejlek   | 142 m   |
| 16.02.1964 | Nilo Zandanel      | 144 m   |
| 10.02.1967 | Lars Grini         | 147 m   |
| 10.02.1967 | Kjell Sjöberg      | 148 m   |
| 11.02.1967 | Lars Grini         | 150 m   |
| 08.03.1973 | Walter Schwabl     | 151 m   |
| 08.03.1973 | Rudi Wanner        | 158 m   |
| 08.03.1973 | Heinz Wosipiwo     | 161 m   |
| 08.03.1973 | Walter Schwabl     | 162 m   |
| 09.03.1973 | Heinz Wosipiwo     | 169 m   |
| 04.03.1976 | Geir Ove Berg      | 173 m   |
| 05.03.1976 | Toni Innauer       | 174 m   |
| 05.03.1976 | Falko Weißpflog    | 174 m   |
| 07.03.1976 | Toni Innauer       | 176 m   |
| 26.02.1981 | Armin Kogler       | 180 m   |
| 16.03.1984 | Matti Nykänen      | 182 m   |
| 17.03.1984 | Matti Nykänen      | 185 m   |
| 24.01.1992 | Andreas Felder     | 188 m   |
| 23.02.1995 | Nicolas Jean-Prost | 193 m   |
| 25.01.1998 | Dieter Thoma       | 209 m   |
| 01.03.2001 | Andreas Widhölzl   | 216 m   |
| 07.02.2004 | Roar Ljøkelsøy     | 223 m   |
| 14.02.2009 | Harri Olli         | 225,5 m |
| 03.02.2017 | Stefan Kraft       | 229 m   |
| 04.02.2017 | Andreas Wellinger  | 234,5 m |
| 05.02.2017 | Andreas Wellinger  | 238 m   |
| 19.01.2018 | Daniel-André Tande | 238,5 m |
| 20.03.2022 | Domen Prevc        | 242,5 m |

## Internationale Wettbewerbe
Genannt werden alle von der FIS organisierten Skiflugwettbewerbe.
| Datum                | Kategorie    | Schanze | 1. Platz                                                                          | 2. Platz                                                                      | 3. Platz                                                                   |
| -------------------- | ------------ | ------- | --------------------------------------------------------------------------------- | ----------------------------------------------------------------------------- | -------------------------------------------------------------------------- |
| 10. März 1973        | Skiflug-WM   | K165    | Hans-Georg Aschenbach                                                             | Walter Steiner                                                                | Karel Kodejška                                                             |
| 27. Februar 1981     | Skiflug-WM   | K182    | Jari Puikkonen                                                                    | Armin Kogler                                                                  | Tom Levorstad                                                              |
| 17. März 1984        | Weltcup      | K182    | Matti Nykänen                                                                     | Pavel Ploc                                                                    | Jens Weißflog                                                              |
| 18. März 1984        | Weltcup      | K182    | Matti Nykänen                                                                     | Jens Weißflog Pavel Ploc                                                      |                                                                            |
| 13. März 1988        | Skiflug-WM   | K182    | Ole Gunnar Fidjestøl                                                              | Primož Ulaga                                                                  | Matti Nykänen                                                              |
| 25. Januar 1992      | Weltcup      | K182    | Werner Rathmayr                                                                   | Andreas Felder                                                                | Mikael Martinsson                                                          |
| 26. Januar 1992      | Weltcup      | K182    | Werner Rathmayr                                                                   | Andreas Felder                                                                | Andreas Goldberger                                                         |
| 24. Februar 1995     | Weltcup      | K182    | Andreas Goldberger                                                                | Roberto Cecon                                                                 | Jens Weißflog                                                              |
| 25. Februar 1995     | Weltcup      | K182    | Wettkampf abgesagt                                                                | Wettkampf abgesagt                                                            | Wettkampf abgesagt                                                         |
| 24. Januar 1998      | Weltcup      | K185    | Sven Hannawald                                                                    | Kazuyoshi Funaki                                                              | Kristian Brenden                                                           |
| 25. Januar 1998      | Weltcup      | K185    | Kazuyoshi Funaki                                                                  | Dieter Thoma                                                                  | Sven Hannawald                                                             |
| 24.–25. Januar 1998  | Skiflug-WM 1 | K185    | Kazuyoshi Funaki                                                                  | Sven Hannawald                                                                | Dieter Thoma                                                               |
| 3. März 2001         | Weltcup      | K185    | Risto Jussilainen                                                                 | Veli-Matti Lindström                                                          | Matti Hautamäki                                                            |
| 4. März 2001         | Weltcup      | K185    | Martin Schmitt                                                                    | Adam Małysz                                                                   | Risto Jussilainen                                                          |
| 7. Februar 2004      | Weltcup      | K185    | Roar Ljøkelsøy                                                                    | Janne Ahonen                                                                  | Noriaki Kasai                                                              |
| 8. Februar 2004      | Weltcup      | K185    | Wettkampf wegen wechselhaften Winden abgesagt                                     | Wettkampf wegen wechselhaften Winden abgesagt                                 | Wettkampf wegen wechselhaften Winden abgesagt                              |
| 22.–23. Februar 2008 | Skiflug-WM   | HS213   | Gregor Schlierenzauer                                                             | Martin Koch                                                                   | Janne Ahonen                                                               |
| 24. Februar 2008     | Skiflug-WM   | HS213   | ÖsterreichMartin Koch Thomas Morgenstern Andreas Kofler Gregor Schlierenzauer     | FinnlandJanne Happonen Harri Olli Matti Hautamäki Janne Ahonen                | NorwegenBjørn Einar Romøren Anders Bardal Tom Hilde Anders Jacobsen        |
| 14. Februar 2009     | Weltcup      | HS213   | Harri Olli                                                                        | Anders Jacobsen                                                               | Johan Remen Evensen                                                        |
| 15. Februar 2009     | Weltcup      | HS213   | FinnlandKalle Keituri Juha-Matti Ruuskanen Matti Hautamäki Harri Olli             | RusslandDenis Kornilow Pawel Karelin Ilja Rosljakow Dmitri Wassiljew          | ÖsterreichWolfgang Loitzl Markus Eggenhofer Andreas Kofler Martin Koch     |
| 30. Januar 2010      | Weltcup      | HS213   | ÖsterreichWolfgang Loitzl Andreas Kofler Gregor Schlierenzauer Martin Koch        | NorwegenJohan Remen Evensen Tom Hilde Anders Jacobsen Bjørn Einar Romøren     | FinnlandMatti Hautamäki Kalle Keituri Harri Olli Janne Ahonen              |
| 31. Januar 2010      | Weltcup      | HS213   | Anders Jacobsen                                                                   | Robert Kranjec                                                                | Johan Remen Evensen                                                        |
| 5. Februar 2011      | Weltcup      | HS213   | Martin Koch                                                                       | Tom Hilde                                                                     | Gregor Schlierenzauer                                                      |
| 6. Februar 2011      | Weltcup      | HS213   | ÖsterreichThomas Morgenstern Andreas Kofler Gregor Schlierenzauer Martin Koch     | NorwegenJohan Remen Evensen Anders Jacobsen Bjørn Einar Romøren Tom Hilde     | DeutschlandMichael Neumayer Richard Freitag Michael Uhrmann Severin Freund |
| 18. Februar 2012     | Weltcup      | HS213   | Martin Koch                                                                       | Daiki Itō                                                                     | Simon Ammann                                                               |
| 19. Februar 2012     | Weltcup      | HS213   | SlowenienJurij Tepeš Jure Šinkovec Peter Prevc Robert Kranjec                     | ÖsterreichThomas Morgenstern Martin Koch Andreas Kofler Gregor Schlierenzauer | NorwegenAnders Fannemel Rune Velta Tom Hilde Anders Bardal                 |
| 16. Februar 2013     | Weltcup      | HS213   | Richard Freitag                                                                   | Andreas Stjernen                                                              | Gregor Schlierenzauer                                                      |
| 17. Februar 2013     | Weltcup      | HS213   | NorwegenAnders Jacobsen Tom Hilde Anders Bardal Andreas Stjernen                  | ÖsterreichStefan Kraft Wolfgang Loitzl Martin Koch Gregor Schlierenzauer      | SlowenienJurij Tepeš Robert Kranjec Jaka Hvala Peter Prevc                 |
| 4. Februar 2017      | Weltcup      | HS225   | Stefan Kraft                                                                      | Andreas Wellinger                                                             | Kamil Stoch                                                                |
| 5. Februar 2017      | Weltcup      | HS225   | Stefan Kraft                                                                      | Andreas Wellinger                                                             | Jurij Tepeš                                                                |
| 19.–20. Januar 2018  | Skiflug-WM   | HS235   | Daniel-André Tande                                                                | Kamil Stoch                                                                   | Richard Freitag                                                            |
| 21. Januar 2018      | Skiflug-WM   | HS235   | NorwegenRobert Johansson Andreas Stjernen Johann André Forfang Daniel-André Tande | SlowenienJernej Damjan Anže Semenič Domen Prevc Peter Prevc                   | PolenPiotr Żyła Stefan Hula Dawid Kubacki Kamil Stoch                      |
| 1. Februar 2019      | Weltcup      | HS235   | Timi Zajc                                                                         | Dawid Kubacki                                                                 | Markus Eisenbichler                                                        |
| 2. Februar 2019      | Weltcup      | HS235   | Ryōyū Kobayashi                                                                   | Markus Eisenbichler                                                           | Stefan Kraft                                                               |
| 3. Februar 2019      | Weltcup      | HS235   | Kamil Stoch                                                                       | Jewgeni Klimow                                                                | Dawid Kubacki                                                              |
| 19. März 2022        | Weltcup      | HS235   | Stefan Kraft                                                                      | Žiga Jelar                                                                    | Timi Zajc                                                                  |
| 20. März 2022        | Weltcup      | HS235   | Timi Zajc                                                                         | Piotr Żyła                                                                    | Stefan Kraft                                                               |
| 23. Februar 2024     | Weltcup      | HS235   | SlowenienTimi Zajc Domen Prevc                                                    | NorwegenKristoffer Eriksen Sundal Johann André Forfang                        | ÖsterreichMichael Hayböck Stefan Kraft                                     |
| 24. Februar 2024     | Weltcup      | HS235   | Timi Zajc                                                                         | Peter Prevc                                                                   | Stefan Kraft                                                               |
| 25. Februar 2024     | Weltcup      | HS235   | Stefan Kraft                                                                      | Peter Prevc                                                                   | Ryōyū Kobayashi                                                            |
| 25. Januar 2025      | Weltcup      | HS235   | Timi Zajc                                                                         | Johann André Forfang                                                          | Domen Prevc                                                                |
| 26. Januar 2025      | Weltcup      | HS235   | Domen Prevc                                                                       | Johann André Forfang                                                          | Michael Hayböck                                                            |